# Lewitzrand
Lewitzrand är en kommun i Landkreis Ludwigslust-Parchim i förbundslandet Mecklenburg-Vorpommern i Tyskland.
Kommunen bildades den 7 juni 2009 genom en sammanslagning av de tidigare kommunerna Klinken, Raduhn och Matzlow-Garwitz.
Kommunen ingår i kommunalförbundet Amt Parchimer Umland tillsammans med kommunerna Domsühl, Groß Godems, Karrenzin, Obere Warnow, Rom, Spornitz, Stolpe, Ziegendorf och Zölkow.